# Armoiries de Melilla

Blason de Melilla

Les Armoiries de Melilla furent approuvées par décret royal du Roi Alphonse XIII, le 11 mars 1913. Les armoiries se basent sur celles du duc de Medina Sidonia, car c'est Juan Alonso de Guzmán, 3e duc de Medina Sidonia, qui prit l'initiative de la conquête de la ville. Elles sont également très proche au niveau de la construction des Armoiries de Porto Rico.

## Description
Elles sont composées de : 
Un champ d'azur, deux paniers carrelés d'or et de gueules, remplies de sept serpents de sinople. 
La Bordure est composée des armoiries du Royaume de Castille et du Royaume de León, avec neuf carreaux de gueules, avec des châteaux d'or, alternés de neuf carreaux d'argent avec des lions de gueules. 
Le tout est surmonté d'une couronne ducale, elle-même surmontée d'une représentation Guzmán el Bueno, en position de lancer un poignard, depuis le château de Tarifa. Aux extrémités du blason, les colonnes du détroit d'Hercule le soutiennent avec l'inscription "Non Plus Ultra". 
Au pied du blason, mais en dehors, apparaît un Dragon de sinople. 
Derrière le château de Tarifa au sommet, on peut lire la devise "Praeferre Patriam Liberis Parentem Decet". Il convient de faire passer la patrie avant la famille.